# Oxypappus
Oxypappus es un género monotípico de plantas fanerógamas de la familia de las asteráceas. Su única especie, Oxypappus scaber, es originaria de México.

## Taxonomía
Oxypappus scaber fue descrita por George Bentham y publicado en The Botany of the Voyage of H.M.S. Sulphur 118. 1845.
Sinonimia
- Chrysopsis scabra Hook. & Arn.[3]